# Кубок Италии по футболу 2010/2011
Кубок Италии по футболу 2010—2011 — 63-й розыгрыш Кубка Италии по футболу. Турнир стартовал 8 августа 2010 года, а завершился 29 мая 2011 года финальным матчем на стадионе «Джузеппе Меацца» в Милане. В турнире приняли участие 78 итальянских клубов. В финале миланский «Интер» выиграл у Палермо и в 7-й раз завоевал Кубок Италии.

## Участники

### Серия A(20 команд)
| - Бари - Болонья - Брешиа - Дженоа - Интер | - Кальяри - Катания - Кьево - Лацио - Лечче | - Милан - Наполи - Палермо - Парма - Рома | - Сампдория - Удинезе - Фиорентина - Чезена - Ювентус |

### Серия B(22 команды)
| - Альбинолеффе - Асколи - Аталанта - Варезе - Виченца - Гроссето | - Кротоне - Ливорно - Модена - Новара - Падова | - Пескара - Портосуммага - Пьяченца - Реджина - Сассуоло - Сиена | - Торино - Триестина - Фрозиноне - Читтаделла - Эмполи |

### Серия С1/Серия С2(27 команд)
| - Алессандрия - Атлетико - Беневенто - Виртус Ланчано - Губбио - Зюйдтироль - Кавезе | - Катандзаро - Козенца - Комо - Кремонезе - Луккезе - Лумеццане - Монца | - Равенна - Реджана - Салернитана - Сан-Марино - Сорренто - СПАЛ - Специя | - Таранто - Тернана - ФеральпиСало - Фолиньо - Эллас Верона - Юве Стабия |

### Серия D(9 команд)
| - Альдзаночене - Виртус Казарано - Виртус Энтелла - Джудония - Карпи | - Помеция - Сантеджидьезе - Трапани - Эсте |

## Регламент
- Первый этап (одноматчевые противостояния):
  - Первый раунд: 36 команд из Серии С1, Серии С2 и Серии D начинают турнир;
  - Второй раунд: к 18 победителям первого раунда присоединяются 22 команды из Серии B;
  - Третий раунд: к 20 победителям второго этапа присоединяются 12 команд Серии A, посеянные под номерами 9—20;
  - Четвёртый раунд: 16 победителей третьего этапа встречаются между собой.
- Второй этап:
  - 1/8 финала: 8 победителей первого этапа встречаются с командами Серии A, посеянными под номерами 1—8 (одноматчевые противостояния);
  - Четвертьфиналы (одноматчевые противостояния);
  - Полуфиналы (двухматчевые противостояния).
- Финал.

## Первый раунд
| Команда 1      | Счёт         | Команда 2       |
| -------------- | ------------ | --------------- |
| Беневенто      | 5:1          | Эсте            |
| Комо           | 3:1          | Джудония        |
| Тернана        | 3:1          | Специя          |
| Монца          | 2:1          | Виртус Энтелла  |
| Лумеццане      | 2:0          | Помеция         |
| СПАЛ           | 0:3          | Трапани         |
| Реджана        | 2:1          | Альдзаночене    |
| Кремонезе      | 2:1          | Атлетико        |
| Козенца        | 1:1 (п. 5-3) | Луккезе         |
| Фолиньо        | 3:2          | Сан-Марино      |
| Эллас Верона   | 2:0          | Виртус Казарано |
| Кавезе         | 0:2          | Губбио          |
| Виртус Ланчано | 2:1          | Карпи           |
| Сорренто       | 6:0          | Катандзаро      |
| Алессандрия    | 6:0          | Сантеджидьезе   |
| Салернитана    | 0:2          | Зюйдтироль      |
| Равенна        | 2:1          | Юве Стабия      |

## Второй раунд
| Команда 1    | Счёт | Команда 2      |
| ------------ | ---- | -------------- |
| Сиена        | 2:0  | Тернана        |
| Портосуммага | 2:1  | Зюйдтироль     |
| Пьяченца     | 5:3  | Виртус Ланчано |
| Модена       | 4:1  | Сорренто       |
| Комо         | 1:3  | Варезе         |
| Аталанта     | 3:1  | Фолиньо        |
| Кротоне      | 1:0  | Триестина      |
| Читтаделла   | 2:0  | Эллас Верона   |
| Альбинолеффе | 3:1  | Пескара        |
| Виченца      | 2:1  | Беневенто      |
| Сассуоло     | 3:1  | Монца          |
| Новара       | 3:1  | Таранто        |
| Падова       | 1:0  | Равенна        |
| Ливорно      | 1:0  | Кремонезе      |
| Эмполи       | 4:1  | Реджана        |
| Торино       | 3:1  | Козенца        |
| Гроссето     | 5:0  | Губбио         |
| Асколи       | 3:1  | Лумеццане      |
| Фрозиноне    | 3:1  | Трапани        |
| Реджина      | 1:0  | Алессандрия    |

## Третий раунд
| Команда 1  | Счёт | Команда 2    |
| ---------- | ---- | ------------ |
| Дженоа     | 2:1  | Гроссето     |
| Фиорентина | 1:0  | Эмполи       |
| Удинезе    | 4:0  | Падова       |
| Фрозиноне  | 2:4  | Реджина      |
| Виченца    | 1:0  | Асколи       |
| Аталанта   | 0:1  | Ливорно      |
| Чезена     | 1:3  | Новара       |
| Брешиа     | 1:0  | Читтаделла   |
| Болонья    | 3:2  | Модена       |
| Кальяри    | 3:0  | Пьяченца     |
| Кротоне    | 0:1  | Альбинолеффе |
| Катания    | 4:3  | Варезе       |
| Лечче      | 3:2  | Сиена        |
| Лацио      | 4:1  | Портосуммага |
| Кьево      | 2:0  | Сассуоло     |
| Бари       | 3:1  | Торино       |

## Четвертый раунд
| Команда 1  | Счёт | Команда 2    |
| ---------- | ---- | ------------ |
| Удинезе    | 2:1  | Лечче        |
| Дженоа     | 3:1  | Виченца      |
| Лацио      | 3:0  | Альбинолеффе |
| Кальяри    | 0:3  | Болонья      |
| Катания    | 5:1  | Брешиа       |
| Фиорентина | 3:0  | Реджина      |
| Кьево      | 3:0  | Новара       |
| Бари       | 4:1  | Ливорно      |

## 1/8 финала
| Парма             | 2:1 (доп. вр.) | Фиорентина   |
| ----------------- | -------------- | ------------ |
| Креспо 115′, 117′ | (отчёт)        | 114′ Сантана |

| Палермо            | 1:0     | Кьево |
| ------------------ | ------- | ----- |
| Микколи 80′ (пен.) | (отчёт) |       |

| Интер                       | 3:2     | Дженоа                           |
| --------------------------- | ------- | -------------------------------- |
| Это’о 15′, 43′ · Марига 59′ | (отчёт) | 54′ (пен.) Харджа · 90+1′ Скулли |

| Ювентус               | 2:0     | Катания |
| --------------------- | ------- | ------- |
| Красич 35′ · Пепе 54′ | (отчёт) |         |

| Наполи                 | 2:1     | Болонья              |
| ---------------------- | ------- | -------------------- |
| Йебда 9′ · Лавесси 23′ | (отчёт) | 56′ (пен.) Меджорини |

| Сампдория                        | 2:2 (доп. вр.) | Удинезе              |
| -------------------------------- | -------------- | -------------------- |
| Македа 31′ · Паццини 108′ (пен.) | (отчёт)        | 90′ Исла · 91′ Денис |

| Серия пенальти:                                        |     |                                                        |
| Маннини · Поцци · Губерти · Циглер · Паццини · Тиссоне | 5:4 | Санчес, Алексис · Абди · Инлер · Армеро · Денис · Исла |

| Рома                                 | 2:1     | Лацио              |
| ------------------------------------ | ------- | ------------------ |
| Боррьелло 53′ (пен.) · Симплисио 77′ | (отчёт) | 57′ (пен.) Эрнанес |

| Милан                                         | 3:0     | Бари |
| --------------------------------------------- | ------- | ---- |
| Ибрагимович 19′ · Меркель 45+1′ · Робиньо 65′ | (отчёт) |      |

## 1/4 финала
| Палермо | 0:0 (доп. вр.) | Парма |
| ------- | -------------- | ----- |
|         | (отчёт)        |       |

| Серия пенальти:                                              |     |                                                              |
| Кассани · Бово · Бальцаретти · Ночерино · Пасторе · Мартинес | 5:4 | Креспо · Палладино · Модесто · Кандрева · Джовинко · Валиани |

| Сампдория   | 1:2     | Милан         |
| ----------- | ------- | ------------- |
| Губерти 51′ | (отчёт) | 17′, 22′ Пато |

| Наполи | 0:0 (доп. вр.) | Интер |
| ------ | -------------- | ----- |
|        | Report         |       |

| Серия пенальти:                             |     |                                           |
| Кавани · Гамшик · Лавесси · Суньига · Йебда | 4:5 | Это’о · Камбьяссо · Пандев · Мотта · Киву |

| Ювентус | 0:2     | Рома                       |
| ------- | ------- | -------------------------- |
|         | (отчёт) | 65′ Вучинич · 90+1′ Таддеи |

## Полуфиналы

### Первые матчи
| Рома | 0:1     | Интер         |
| ---- | ------- | ------------- |
|      | (отчёт) | 45′ Станкович |

| Милан                           | 2:2     | Палермо                    |
| ------------------------------- | ------- | -------------------------- |
| Ибрагимович 4′ · Эмануэлсон 76′ | (отчёт) | 14′ Пасторе · 53′ Эрнандес |

### Ответные матчи
| Палермо                        | 2:1     | Милан             |
| ------------------------------ | ------- | ----------------- |
| Мильяччо 63′ · Бово 73′ (пен.) | (отчёт) | 90+4′ Ибрагимович |

| Интер     | 1:1     | Рома          |
| --------- | ------- | ------------- |
| Это’о 58′ | (отчёт) | 84′ Боррьелло |

## Финал
| Интер                         | 3:1     | Палермо    |
| ----------------------------- | ------- | ---------- |
| Это'О 26′, 76′ · Милито 90+2′ | (отчёт) | 88′ Муньос |

| Обладатель Кубка Италии 2010—11 |
| ------------------------------- |
| Интернационале                  |